# Frants Edvard Röntgen

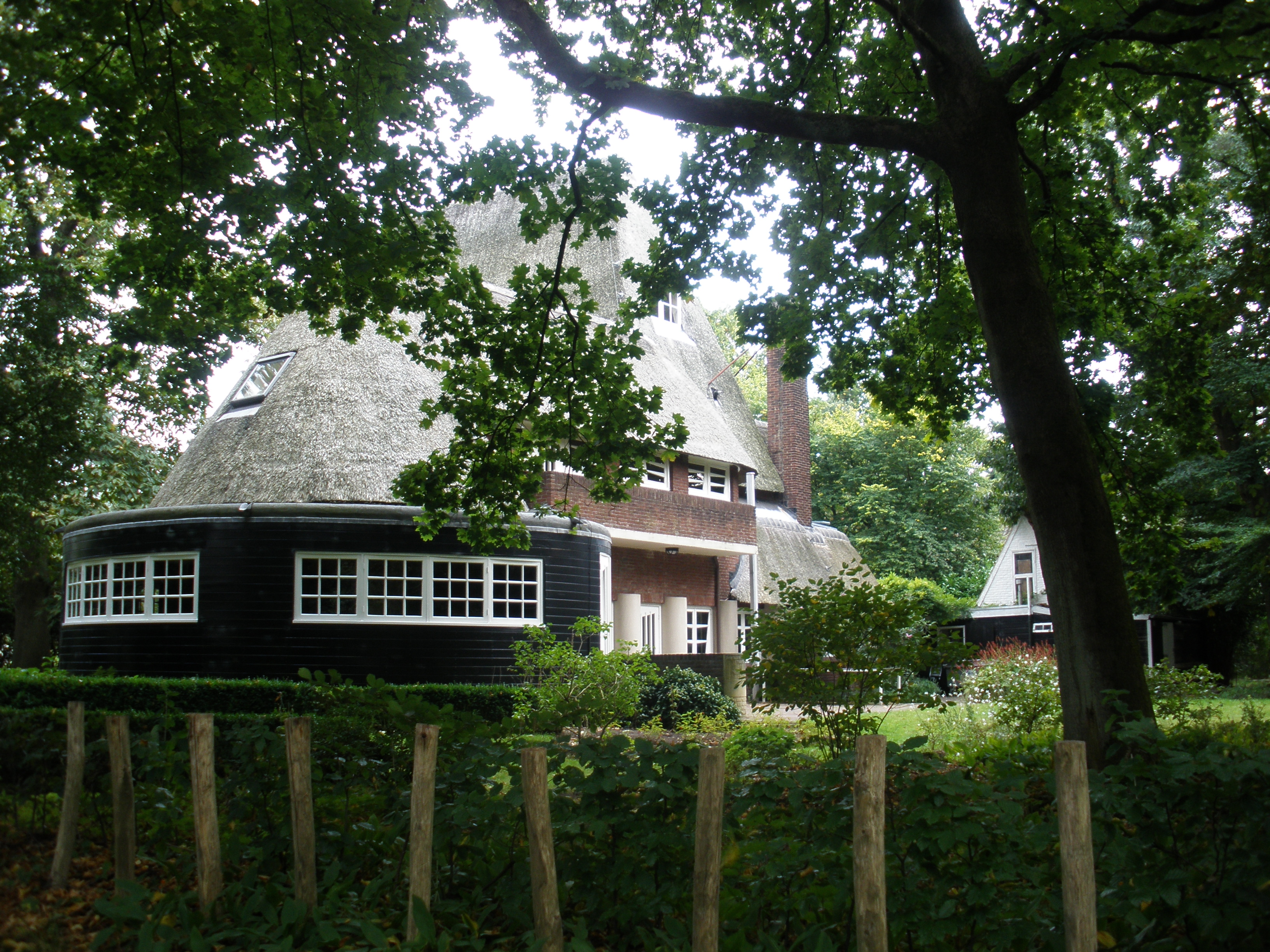
De halfronde muziekvleugel van Villa Gaudeamus, Bilthoven, rijksmonument.

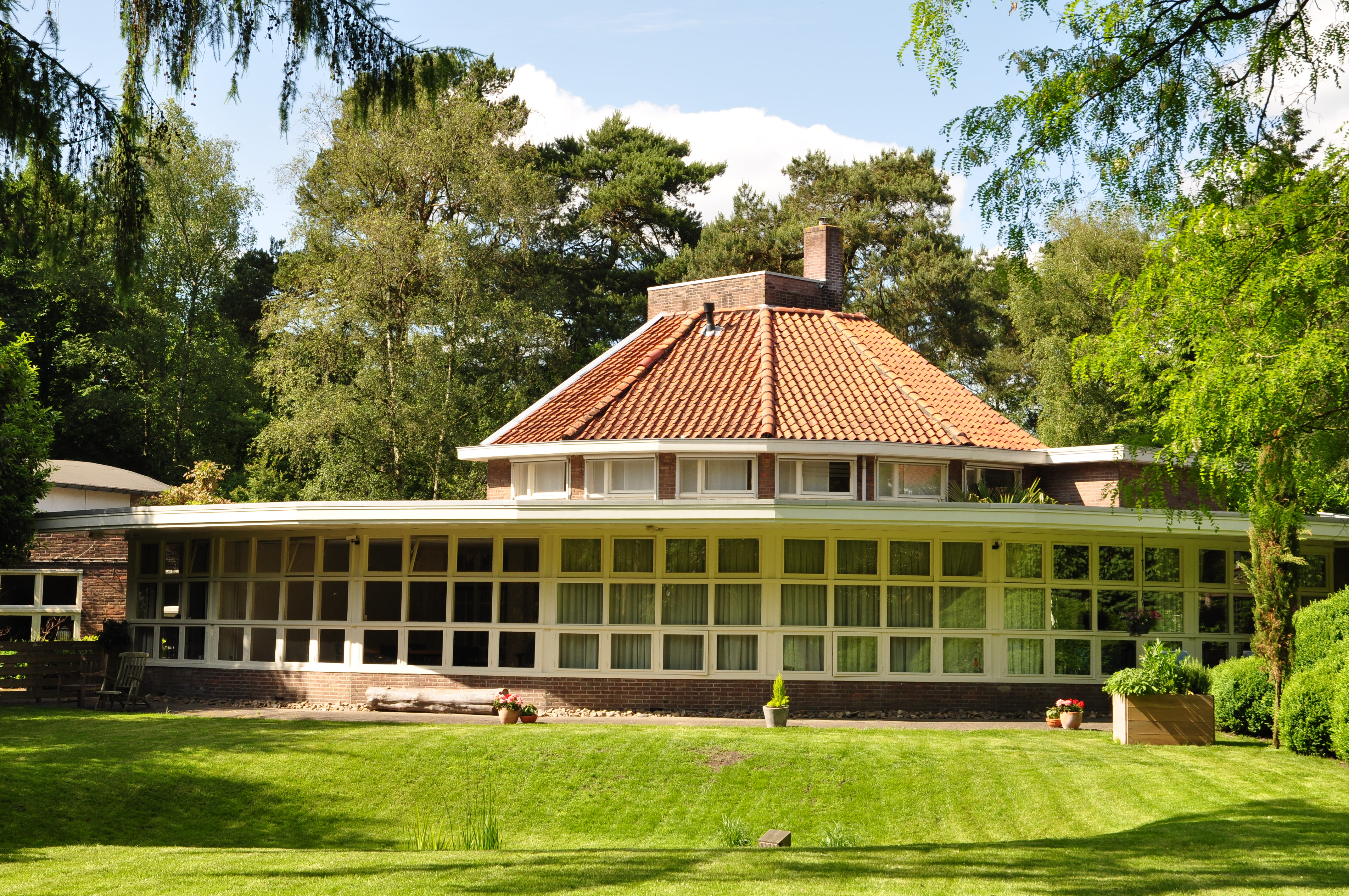
Het polygonale gebouw van de Werkplaats van Kees Boeke, Bilthoven, rijksmonument.

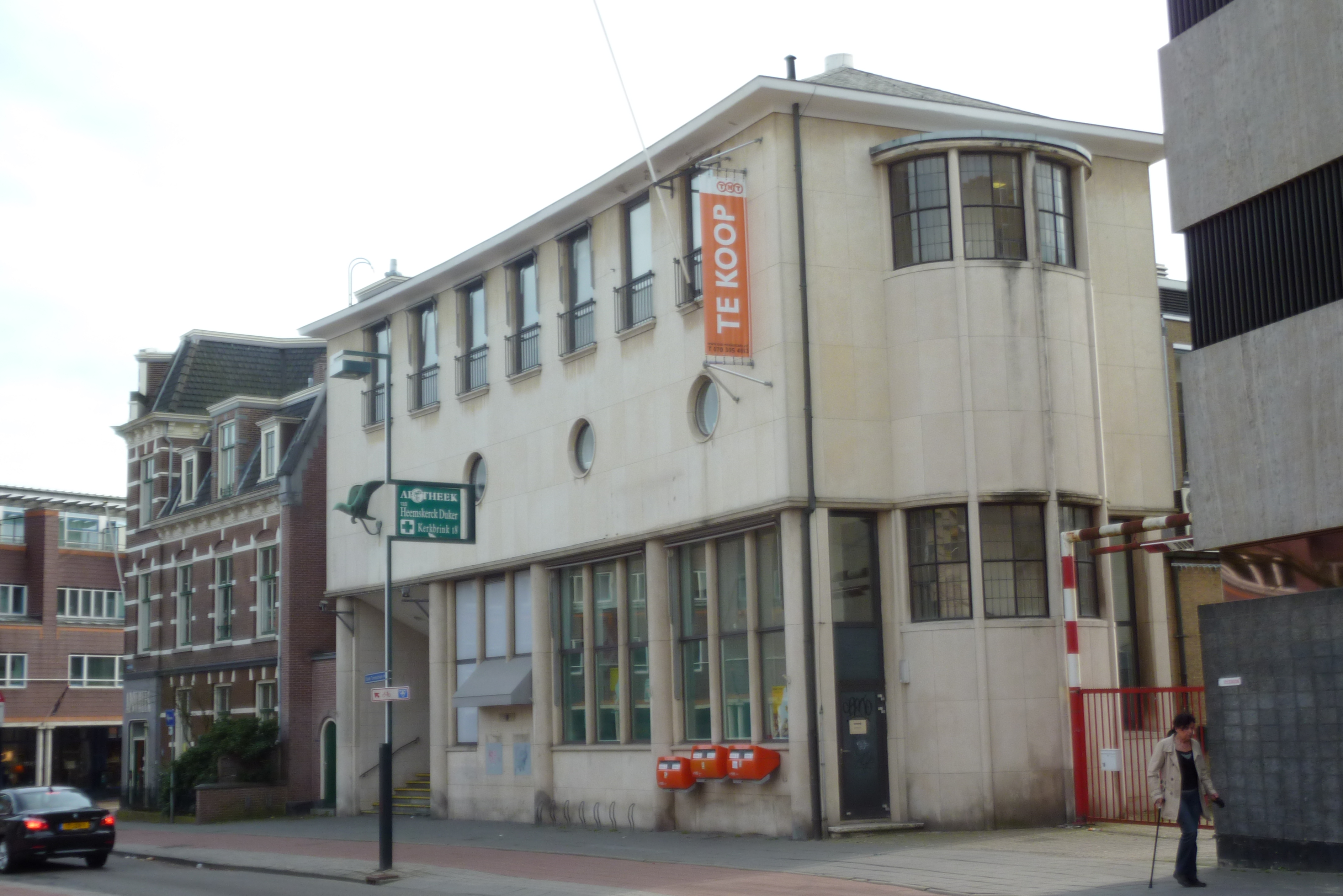
Hoofdpostkantoor, Hilversum, gemeentelijk monument.

Frants Edvard Röntgen (Amsterdam, 28 april 1904 - Zoeterwoude, 7 januari 1980) was een Nederlandse architect.

## Persoonlijk
Zijn vader was de componist Julius Röntgen (1855-1932). Hij was het vierde kind van vijf uit diens tweede huwelijk met Abrahamine (Mien) des Amorie van der Hoeven. Hij had ook twee oudere halfbroers. Afgezien van een jonggestorven zusje was hij de enige uit dit gezin die geen beroepsmusicus werd, hoewel hij een zeer verdienstelijk amateurfluitist was. Zijn voornamen waren ontleend aan de Noorse componisten Frants Beyer (1851-1918) en Edvard Grieg (1843-1907), vrienden van zijn vader. Ten opzichte van de broer boven hem, de cellist Edvard Frants Röntgen (1902-1969), waren de namen eenvoudig omgedraaid.
Frants Röntgen trouwde in 1938 met Johanna Amelia Schwartz (1913-2000), telg uit het geslacht Schwartz en dochter van classicus dr. Maximiliaan August Schwartz (1884-1973). Zij hadden vier kinderen.

## Leven en werk
Frants Röntgen bezocht de Kunstnijverheidsschool Quellinus Amsterdam (een van de voorlopers van de Rietveld Academie) en legde zich aanvankelijk toe op beeldhouwkunst. Pas later richtte hij zich op architectuur. In 1923 studeerde hij af.
In 1925 werd zijn eerste ontwerp, de Villa Gaudeamus, uitgevoerd aan de Gerard Doulaan in Bilthoven. Dit grote landhuis, waarvoor hij als 16-jarige al de eerste schetsen had gemaakt, trok internationale aandacht. Het is gebouwd in de stijl van de Amsterdamse school, gemengd met enige Noorse invloed. De plattegrond lijkt enigszins op die van een vleugelpiano, maar volgens Röntgen was dat toeval. De halfronde, geheel houten muziekzaal is het opvallendste onderdeel van het landhuis. De verhoogde vloer geeft de ruimte een uitstekende zaalakoestiek en wekt de indruk te zweven. Het tuinhuisje zou een replica zijn van een verdwenen componeerhuisje dat Edvard Grieg bezat in Troldhaugen bij Bergen (Noorwegen).
In Gaudeamus brachten de ouders van de architect hun oude dag door en ook hijzelf woonde er jarenlang. Julius Röntgen, die als componist zeer productief was, heeft er tot aan zijn dood in 1932 talloze werken gecomponeerd. Daarna werd het bewoond door (onder anderen) de uit Mainz voor de nazi's uitgeweken Walter Maas. Hij werd in 1949 eigenaar van het huis en maakte het tot een centrum voor Nederlandse eigentijdse muziek, als zetel van de Stichting Gaudeamus. Thans vervult het nog steeds de functie van ontmoetingsplek voor de professionele kunstsector, onder de naam Walter Maas Huis. Zowel de villa als het tuinhuis is aangewezen als rijksmonument.
Dat geldt ook voor een tweede spraakmakend gebouw in Bilthoven, de Werkplaats Kindergemeenschap van de onderwijspionier Kees Boeke, verrezen in 1927-29 aan de Frans Halslaan. Röntgens schepping heeft de vorm van een kwadrant met een polygonale plattegrond, waardoor onduidelijk blijft wat voorkant, achterkant of zijkant is. Het gebouw werd rondom voorzien van laag doorlopende ramen, zodat licht, lucht en ruimte vrij spel kregen, geheel volgens de principes van Kees Boekes Stichting tot vrije en persoonlijke ontwikkeling. Ook de tuin is welbewust ontworpen als onderdeel van de architectuur. Het gebouw is sinds 1968 niet meer als school in gebruik.
Röntgen was sinds 1927 zelfstandig architect en had vanaf 1934 zijn eigen bureau in Amsterdam. Van 1937 tot 1969 was hij in vaste dienst bij de Rijksgebouwendienst, sinds 1955 als hoofdarchitect van de afdeling Nieuwbouw. In deze functie ontwierp hij vooral utilitaire gebouwen, zoals openbare scholen, postkantoren (onder meer het hoofdpostkantoor aan de Kerkbrink in Hilversum), telefooncentrales en laboratoria voor de Rijksuniversiteit in Leiden en de Landbouwhogeschool in Wageningen. Daarnaast was hij verbonden aan het Polytechnisch Tijdschrift als redacteur voor architectuur.
Frants Röntgen overleed op 75-jarige leeftijd onverwachts in zijn woonplaats Zoeterwoude-Dorp.